# Adamovské Kochanovce
Adamovské Kochanovce es un municipio del distrito de Trenčín en la región de Trenčín, Eslovaquia, con una población estimada a final del año 2024 de 881 habitantes.
Se encuentra ubicado en el centro-norte de la región, cerca del río Váh (cuenca hidrográfica del Danubio) y de la frontera con la República Checa.

## Demografía
| Año        | 1994 | 2004    | 2014    | 2024    |
| ---------- | ---- | ------- | ------- | ------- |
| Población  | 760  | 784     | 841     | 881     |
| Diferencia |      | +3,15 % | +7,27 % | +4,75 % |

| Año        | 2023 | 2024 |
| ---------- | ---- | ---- |
| Población  | 881  | 881  |
| Diferencia |      | +0 % |